# Shekiera Martinez
Shekiera Martinez (* 4. Juli 2001 in Fulda) ist eine deutsche Fußballspielerin. Die Stürmerin steht bei West Ham United unter Vertrag.

## Karriere

### Vereine
Martinez spielte zunächst für den SV Gläserzell und den FV Horas, ehe sie 2016 zum 1. FFC Frankfurt wechselte. Bei den Frankfurterinnen gehörte sie zunächst den U-17-Juniorinnen an und traf bis Oktober 2017 in ihren zwölf Ligaeinsätzen in der B-Juniorinnen-Bundesliga Süd elfmal ins Tor. Zur Saison 2017/18 rückte sie in den Kader der zweiten Mannschaft auf, für die sie am 3. September 2017 (1. Spieltag) beim 0:0 gegen den VfL Sindelfingen in der 2. Bundesliga Süd debütierte. Am 18. Februar 2018 (12. Spieltag) gehörte sie beim 3:0-Auswärtssieg gegen den 1. FC Köln erstmals der ersten Mannschaft an und feierte ab der 68. Minute mit ihrer Einwechslung für Lise Munk im Alter von 16 Jahren ihr Debüt in der Bundesliga. Gut zwei Monate später, am 22. April 2018 (17. Spieltag), stand sie bei der 0:1-Heimniederlage gegen den 1. FFC Turbine Potsdam erstmals in der Startelf.
Zur Saison 2024/25 unterschrieb sie bei West Ham United einen Dreijahresvertrag und wurde sodann für ein Jahr an den SC Freiburg ausgeliehen. Im Januar 2025 beendete West Ham die Leihe mit sofortiger Wirkung. In ihrem ersten Halbjahr in England erzielte sie in zwölf Ligaspielen 10 Tore, darunter ein Viererpack beim 7:1 gegen Crystal Palace. Sie wurde zur Spielerin des Monats März und April gewählt, darüber hinaus zum Rising Star der Saison.

### Nationalmannschaft
Martinez kommt seit 2016 regelmäßig für die Nachwuchsauswahlen des DFB zum Einsatz. Ihr Debüt im Nationaltrikot gab sie am 27. April 2016 im Freundschaftsspiel der U-15-Nationalmannschaft gegen die Niederlande. In der Partie, die 3:3 unentschieden endete, erzielte die Stürmerin zwei der drei deutschen Treffer. Nachdem sie 2017 mit der U-16-Nationalmannschaft unter anderem den Nordic Cup bestritten hatte, qualifizierte sie sich 2018 mit der U-17-Nationalmannschaft für die Europameisterschaft in Litauen. Dort erzielte sie am 9. Mai 2018 im ersten Gruppenspiel gegen Finnland nach 0:1-Rückstand einen Doppelpack und sicherte dem DFB-Team damit den 2:1-Auftakterfolg. An der U-19 Europameisterschaft 2019 in Schottland nahm sie teil und wurde Vizeeuropameisterin. Im Halbfinale gegen die Niederlande schoss sie als Einwechselspielerin das Tor zum 3:1-Endstand. Am 24. Oktober 2024 nahm sie am ersten Spiel der kurz zuvor reaktivierten U23 teil.

## Erfolge
- Finalistin im DFB-Pokal: 2021
- Zweite bei der U-19-Europameisterschaft 2019
- Zweite bei der U-17-Europameisterschaft 2018
- Torschützenkönigin der U-17-Europameisterschaft 2018